# Exploració de Mercuri
L' exploració de Mercuri ha tingut un paper menor en els interessos mundials a l'espai. És el planeta interior menys visitat. Fins al 2015, les missions Mariner 10 i MESSENGER van ser les úniques que han realitzat observacions en detall properes a la superfície de Mercuri. La MESSENGER va realitzar tres sobrevols abans d'entrar en òrbita al voltant de Mercuri. Una tercera missió a Mercuri, BepiColombo, una missió conjunta entre l'Agència Espacial Japonesa (JAXA) i l'Agència Espacial Europea, que inclou dues sondes. La MESSENGER i BepiColombo estan destinades a obtenir dades complementàries per ajudar els científics a entendre els diversos misteris descoberts en els sobrevols de la Mariner 10.
Comparat amb altres planetes, Mercuri és difícil d'explorar. La velocitat incrementat requerida per arribar-hi és relativament alta, i a causa de la proximitat al sol, les òrbites al voltant són poc estables. La MESSENGER va ser la primera sonda a orbitar el planeta.
A continuació es presenta una llista de les missions d'exploració del planeta Mercuri, ordenades cronològicament:
| Missió      | Llançament            | Fi de missió       | Objectiu          | Resultat |
| ----------- | --------------------- | ------------------ | ----------------- | -------- |
| Mariner 10  | 3 de novembre de 1973 | 24 de març de 1975 | 3 sobrevols       | Èxit.    |
| MESSENGER   | 3 d'agost de 2004     | 30 d'abril de 2015 | Sonda orbital     | Èxit.    |
| BepiColombo | En construcció        | -                  | 2 sondes orbitals | -        |